# نادي رياض سيتي
نادي رياض سيتي، نادي كرة قدم سعودي تأسس في البداية تحت إسم نادي الرمث و هو من الأندية الخاصة في الرياض، تأسس في عام 2023 م, شارك لأول مرة في موسم 2023-2024 في مصاف اندية دوري الدرجة الرابعة السعودي لكرة القدم.